# AFCチャンピオンズリーグエリート
AFCチャンピオンズリーグエリート（英: AFC Champions League Elite）は、アジアサッカー連盟（AFC）が主催する、クラブチームによるサッカーの大陸選手権大会。個別の大会は年度を付加して“AFCチャンピオンズリーグエリート [年度]”（英: AFC CHAMPIONS LEAGUE Elite[year]）などのように呼称される。略称は『ACLエリート』『ACLE』。
本記事では同大会の前身であるアジアクラブ選手権およびAFCチャンピオンズリーグ（英: AFC Champions League；略称ACL、2023/24年大会まで）についてもあわせて記述する。

## 概要

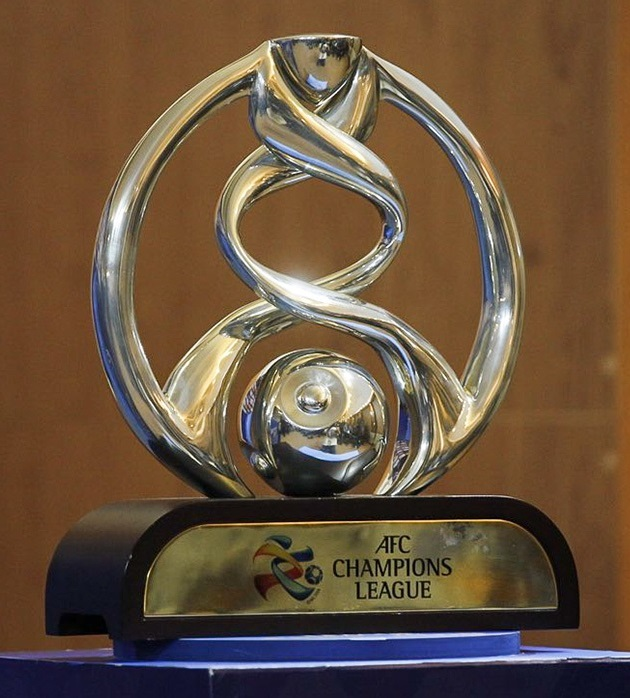
2023/24シーズンまでのトロフィー

AFC加盟国の国内リーグ戦もしくはカップ戦で優秀成績を収めたクラブが出場、対戦する、アジアのクラブチームにとって最も権威のある大会である。優勝チームにはFIFAクラブワールドカップ、FIFAインターコンチネンタルカップへ、アジア代表としての出場権が与えられるほか、翌年度のACLへの出場権も与えられる。

## 歴史
1967年12月にアジアチャンピオンクラブズトーナメント（英: Asian Champion Clubs Tournament、当時の朝日新聞紙面では「アジア・チャンピオン・チーム選手権大会」と紹介）として第1回大会が開かれ、以後1969年1月、1970年4月、1971年4月と4度開催された 大会が前身であり、14年の中断期間を経て1985-86年にアジアクラブ選手権（英: Asian Club Championship）として再開された。
その後、2002年にアジアの実力ナンバー1クラブを決定する事を目的 に、これまで開催されていたアジアクラブ選手権、アジアカップウィナーズカップ、アジアスーパーカップの3大会を発展的に解消して発足 したのがAFCチャンピオンズリーグである。ACLとして衣替えをした第1回大会は、SARS問題やイラク戦争の影響もあって決勝戦が当初予定から半年延期されたが、アル・アイン（UAE）がBECテロ・サーサナ（タイ）を得失点差の末に下して記念すべき初代王者の座を獲得している。
AFCチャンピオンズリーグの下位の大会として、2004年よりAFCカップが、2005年より更に下位の大会としてAFCプレジデンツカップが、それぞれ開始されている（後者は2014年大会をもって廃止）。
2022年大会までは春秋制で開催されていたが、2023/24年より秋春制に移行した。
2024/25年大会より、AFCチャンピオンズリーグ・AFCカップの2大会で構成されるAFCのクラブコンペティションが、3大会に改組されることとなり、参加チーム数等のレギュレーションが大幅に変更になった。レギュレーション等の概要は以下の通り。
- 大会名は以下の通り。
  - AFCチャンピオンズリーグエリート (AFC Champions League Elite, ACLE) - トップティア。ランキング東西1-6位の12協会から24クラブが出場[7]。記録等はAFCチャンピオンズリーグのものを引き継ぐ。
  - AFCチャンピオンズリーグ2 (AFC Champions League 2, ACL2) - セカンドティア。ランキング東西1-12位の24協会から32クラブが出場[7]。記録等はAFCカップのものを引き継ぐ。
  - AFCチャレンジリーグ (AFC Challenge League, ACGL) - サードティア。ランキング東西11位以下の協会から20クラブが出場[7]。記録等はAFCプレジデンツカップのものを引き継ぐ。
- ACL2には（それまでのACLカップと異なり）クラブコンペティションランキング上位の国からも出場することとなった[8]。
- ACLEの予選リーグ・およびプレーオフ敗退クラブはACL2へ、またACL2の予選リーグ・プレーオフ敗退クラブに対してもACGLへの出場権を付与された[9]。

## 出場チーム
現行方式（2024/25シーズン）。
まず、各国・地域別に出場するチーム数が各国の国別ランキング（通称AFCランキング、UEFAランキングと同様にクラブの成績によって算出）によって割り当てられており（後述）、この枠内で各国内チームがリーグ戦、カップ戦にて出場権を争う。原則として、リーグ戦の優勝チームが第1代表となり、以降の代表順については各協会が決定する。
以下の理由により国・地域からの出場クラブ数が不足する場合は、当該国・地域におけるリーグ戦の順位で次点のクラブを繰り上げる。
- ACLE出場権を決定するのに用いるカップ戦が存在しない場合
- カップ戦優勝クラブがリーグ戦でも上位に入賞した場合
- リーグ戦・カップ戦の成績によりACLE出場圏内となったクラブがACLE出場資格を満たせなかった（クラブライセンスを認められなかった）場合

以下の理由により国・地域からの出場クラブ数が不足する場合は、繰り上げは行われない（当該国・地域からの出場クラブ数がそのぶん減る）。
- リーグ戦・カップ戦の成績によりACLE出場圏内となったクラブで、かつACLE出場資格を満たしたにもかかわらず、出場を辞退した場合

### 出場枠の変遷
2002-03年大会
予選などを経て16チームが選出された。
2004年大会 - 2008年大会
2002-03年の第1回大会では一部の国のクラブが参加辞退したケースが目立ったため、2004年にはAFCランキング上位14ヶ国・地域にそれぞれ2クラブの出場権を与える形となった。ちなみに、AFCランキング15位〜28位の国・地域に所属する優勝クラブはAFCカップ、更に29位以下の国・地域の優勝クラブについてはAFCプレジデンツカップにそれぞれ出場する。
2009年大会 - 2011年大会
出場チームが29チームから32チームへ拡大された。またこの年から、出場枠を東西2地区に分けて選出するようになる。本大会の出場権は以下の通り。
- 今までのACLでの実績、および参加チーム数、経済規模や昇降格の有無などリーグ運営の点で評価の高い国から東西15チームずつ、計30チーム
- 東西各地区のプレーオフ優勝チーム、計2チーム。プレーオフには、東西それぞれ4チームが参加する。なお、プレーオフ敗者チームには、AFCカップへの出場権が与えられる。

本大会出場枠は、東地区が日本、中国、韓国から各4チーム、オーストラリアから2チーム、インドネシアから1チーム。西地区がサウジアラビア、イランから各4チーム、UAEから3チーム、ウズベキスタン、カタールから各2チーム。プレーオフへの出場枠（各地区優勝チームが本大会出場）は、東地区がインドネシア、タイ、シンガポール、ベトナムから各1チーム。西地区がUAE、インドから各1チームと前年度の西地区のAFCカップの上位2チーム。インド、シンガポールは2008年度までのACLに参戦しておらず、新規の参戦となる。またタイ、ベトナムは1〜2枠から実質0.25枠へと大きく減枠されることとなった。これらの国々はそれまでのACLでの実績の有無にかかわらず、リーグ運営の点において問題点が多いとAFCに指摘されている。また、イラク、クウェート、シリアは直接の出場枠がなくなった（出場のためにはAFCカップを勝ち抜かなければいけない）。
ACLへの出場を満たす条件として、｢アジアにおいて一定の実力を有すること｣、｢国内リーグがプロリーグであること｣、｢昇降格制度があること（韓国Kリーグはこの制度が有名無実化していたことから、AFCから昇降制導入を勧告されている）｣などが挙げられる。これを満たさない国は、出場枠が大幅に少なく、満たせていれば一定の出場枠が与えられるといえる。その例として、2008年のカタールの出場枠が増加したことも、カタールの国内リーグがプロ化を行った結果である。
2012年大会 - 2014年大会
出場チーム32チーム。各国の本大会出場枠、プレーオフ出場枠を変更した。
- 今までのACLでの実績、および参加チーム数、経済規模や昇降格の有無などリーグ運営の点で評価の高い国から東西14チームずつ、計28チーム
- 東西各地区のプレーオフ上位2チーム、計4チーム。プレーオフには、東西それぞれ5チームが参加する。なお、プレーオフ敗者チームには、AFCカップへの出場権が与えられる。

本大会出場枠は、東地区が日本から4チーム、中国、韓国から各3チーム、オーストラリアから2チーム、タイから1チーム、ウズベキスタンから1チーム。ウズベキスタンは本来は西地区だが、出場枠3チームの内、1チームは東地区に割り振られる。西地区がカタールから4チーム、サウジアラビア、UAEから各3チーム、ウズベキスタン、イランから各2チーム。ウズベキスタンは2チームが西地区、1チームが東地区、計3チームが本大会出場となる。プレーオフへの出場枠（各地区上位2チームが本大会出場は、東地区が韓国、中国、オーストラリア、タイ、インドネシアから各1チーム。西地区がイランから2チーム、サウジアラビア、ＵＡＥ、ウズベキスタンから各1チーム
2015年大会 - 2020年大会
本大会から出場するのは東西12チームずつ（計24チーム）とし、残りの東西4チームずつ（計8チーム）をプレーオフにより決定することとした。本大会出場枠は協会別ランキング（AFCクラブコンペティションランキング）により決定され、原則として東西各地区の上位2協会が3枠ずつ、次の2協会が2枠ずつ、次の2協会が1枠ずつを得る。2015年大会は以下の通りの配分となった。東地区は韓国・日本から各3チーム、オーストラリア・中国から各2チーム、タイ・ベトナムから各1チーム。西地区はサウジアラビア・イラン・ウズベキスタンから各3チーム、UAEから2チーム、カタールから1チーム（本来は西地区6位のイラクが1枠を得られるところ、ACL参加資格を満たせず、その1枠はウズベキスタンに加増された）。プレーオフは、協会別ランキングで東西各地区の上位12協会までに出場枠が与えられている。1回戦、2回戦、3回戦（プレーオフラウンド）の3回戦で行われる。
2021年大会 - 2024/24年大会
本大会出場枠が32から40に拡大された。東西各地区について、1位から6位までの協会の出場枠は従前の通りとし、7位から10位の協会について（予選出場枠ではなく）本大会出場枠を1ずつ与えられる。グループステージは4チームを東西5組ずつ（計10組）とする。また、予選出場枠として前年のAFCチャンピオンズリーグ優勝チームならびにAFCカップ優勝チームの枠を設ける。
2024/25年大会 -
AFCチャンピオンズリーグエリートへの大会再編に伴い、本大会出場枠が24に減少。AFCクラブコンペティションランキングの東西各地区1位から6位までの協会に出場枠が与えられる。本大会出場枠は、東西各地区1位の協会に3枠、2位と3位の協会に2枠、4位から6位までの協会に1枠が与えられ、予選出場枠は、2位から4位までの協会に1枠が与えられる。また、前シーズンのACLE優勝チームには本大会出場枠が、前シーズンのACL2優勝チームには予選出場枠が与えられる。

## 対戦方式
- 2002-03年大会
  - グループステージは4チームずつ4組（東アジア・西アジア2組ずつ）に分かれ、集中開催方式で行われた。各組1位のチームがノックアウトステージへ進出。
  - ノックアウトステージは4チームによるホーム・アンド・アウェー（H&A）方式で行われた。
- 2004年大会 - 2008年大会
  - 28チームを東部と西部に分けてグループステージを実施。東部地区（東アジア・東南アジア地域）では12チームを3グループに、西部地区（中央アジア・西アジア・中東地域）では16チームを4グループにそれぞれ抽選によって振り分けた。それぞれのグループでH&Aによる総当たり戦を行い、各組1位がノックアウトステージへ進出。
  - ノックアウトステージでは、各組1位の7チームに前回の優勝チームを加え、決勝まで一貫してH&Aでのトーナメント方式で行われる。
- 2009年大会・2010年大会
  - グループステージは東アジアが1組増（全8グループ）となった。また、各組上位2チームの計16チームがノックアウトステージに進出することとなった。
  - ノックアウトステージ1回戦（ラウンド16）はグループステージ各組1位チームのホームでの一発勝負、準々決勝から東西を混合して行う。準々決勝と準決勝は従来通りホーム・アンド・アウェー方式で、決勝は中立地での一発勝負となる。
- 2011年大会・2012年大会
  - 基本的に2010年までと同様だが、決勝戦は準々決勝以降の抽選時にあらかじめ指定したトーナメント表の「山」側から決勝に進出したクラブのホームで一発勝負となった。
- 2013年大会
  - ノックアウトステージ1回戦（ラウンド16）が東西別にグループステージ各組1位対別組2位のホーム・アンド・アウェー方式に変更され、決勝戦もホーム・アンド・アウェー方式となった。
- 2014年大会 - 2020年大会
  - 準決勝までが東西地域別で行われ、それぞれの準決勝勝利クラブ同士によって決勝戦を争う方式となった。（全試合ホームアンドアウェーは変更なし）
    - 2020年大会は新型コロナウイルス感染症の世界的流行の影響で大会方式が中途変更され、グループステージの一部が集中開催となり、ノックアウトステージは集中開催且つ一発勝負となった。
- 2021年大会
  - グループステージ出場チームが40に拡大されることに伴い、グループステージは東西地域ごとで4チーム×5グループとし、ノックアウトステージには東西地域ごとで「各組1位チーム（5チーム）と、各組2位チームのうち成績上位3チーム」が進出する。準決勝までが東西地域別で行われることは従来通り。[12]
  - 当初は従来通り、全試合をホームアンドアウェーで実施する予定であった[12] ものの、2021年については新型コロナウイルス感染症の世界的流行の影響による日程・開催方式調整の結果、グループステージは集中開催とすること、ノックアウトステージのうちラウンド16と準々決勝は1試合勝負とすることが決定された[13][14]。2021年7月5日付けで、全ての試合を1回戦制とすることが決定された。
- 2022年大会
  - 決勝が、ホーム・アンド・アウェー方式で行われた。
- 2023/24年大会
  - ノックアウトステージで採用していたアウェーゴール（2試合の合計点が同点だった場合、最初にアウェーでの獲得得点を優先するシステム）は廃止され、同点だった場合は第2試合終了後、直ちに15分ハーフの延長戦、さらにそれでも決着しなかった場合はPK戦を行う[15]。
  - 外国人枠が、これまでの3人+アジア人枠1人から5人+アジア人枠1人に変更された[16]。
- 2024/25年大会
  - 本大会参加チームが24となり、グループステージが廃止され東西12チームずつが1つのリーグを形成するリーグステージとなった。リーグステージでは、各チームは異なるチームとホームとアウェーで4試合ずつ計8試合を行い各リーグ上位8チームずつがラウンド16に進出。ラウンド16は、同地区の相手とホーム・アンド・アウェー方式で実施。準々決勝以降は、東西両地区を混合して集中開催でのトーナメント（準々決勝は、別の地区のチームと対戦）で行う。
  - 外国人枠が撤廃されるとともに[17]、ホームグロウン選手の登録が義務付けられた[18]。

## 賞金
2024/25シーズン以降の例。
- 優勝: 1000万ドル
- 準優勝: 400万ドル

また、各ラウンドに参加すると以下の配分金が与えられる。
- 準決勝: 60万ドル
- 準々決勝: 40万ドル
- ラウンド16: 20万ドル
- リーグステージ: 80万ドル

この他、リーグステージにおいては試合に勝利すると10万ドルが、予選ステージにおいてはアウェーの試合毎に渡航助成費として5万ドルが与えられる。
ACL時代の優勝賞金は2015年が150万ドル、2016年と2017年が300万ドル、2018年以降が400万ドルであった。

## 結果
| 年度                            | 優勝                       | 結果                 | 準優勝                   | 会場                                                                                  |
| アジアクラブ選手権              | アジアクラブ選手権         | アジアクラブ選手権   | アジアクラブ選手権       | アジアクラブ選手権                                                                    |
| ------------------------------- | -------------------------- | -------------------- | ------------------------ | ------------------------------------------------------------------------------------- |
| 1967                            | ハポエル・テルアビブ       | 2 - 1                | セランゴール             | スパチャラサイ国立競技場（バンコク）                                                  |
| 1969                            | マッカビ・テルアビブ       | 1 - 0 aet            | 陽地                     | スパチャラサイ国立競技場（バンコク）                                                  |
| 1970                            | タージ                     | 2 - 1                | ハポエル・テルアビブ     | シャヒード・シロウディ（テヘラン）                                                    |
| 1971                            | マッカビ・テルアビブ       | 不戦勝               | アル・ショルタ           | スパチャラサイ国立競技場（バンコク）                                                  |
| 1985-86                         | 大宇ロイヤルズ             | 3 - 1                | アル・アハリ             | アブドゥッラー・アル・ファイサル（ジッダ）                                            |
| 1986                            | 古河電工                   | (RR)                 | アル・ヒラル             | -                                                                                     |
| 1987                            | 読売クラブ                 | 不戦勝               | アル・ヒラル             | -                                                                                     |
| 1988-89                         | アル・サッド               | 2 - 3 AG 1 - 0 AG    | アル・ラシード           | アル・カルフ（バグダード） ジャシム・ビン・ハマド（ドーハ）                           |
| 1989-90                         | 遼寧東葯                   | 2 - 1 1 - 1          | 日産自動車               | 三ツ沢公園球技場（横浜） 瀋陽五里河体育場（瀋陽）                                     |
| 1990-91                         | エステグラル               | 2 - 1                | 遼寧東葯                 | バンガバンドゥ（ダッカ）                                                              |
| 1991                            | アル・ヒラル               | 1 - 1 aet (PK 4 - 3) | エステグラル             | ハリーファ国際（ドーハ）                                                              |
| 1992-93                         | パス・テヘランFC           | 1 - 0                | アル・シャバブ           | アル・アハリ（バーレーン）                                                            |
| 1993-94                         | タイ・ファーマーズ・バンク | 2 - 1                | オマーン・クラブ         | スパチャラサイ国立競技場（バンコク）                                                  |
| 1994-95                         | タイ・ファーマーズ・バンク | 2 - 1                | アル・アラビ             | スパチャラサイ国立競技場（バンコク）                                                  |
| 1995                            | 一和天馬                   | 1 - 0 aet            | アル・ナスル             | キング・ファハド（リヤド）                                                            |
| 1996-97                         | 浦項スティーラース         | 2 - 1 GG             | 天安一和天馬             | ブキット・ジャリル国立競技場（クアラルンプール）                                      |
| 1997-98                         | 浦項スティーラース         | 0 - 0 aet (PK 6 - 5) | 大連万達                 | 香港スタジアム（香港）                                                                |
| 1998-99                         | ジュビロ磐田               | 2 - 1                | エステグラル             | アザディ（テヘラン）                                                                  |
| 1999-00                         | アル・ヒラル               | 3 - 2 GG             | ジュビロ磐田             | キング・ファハド（リヤド）                                                            |
| 2000-01                         | 水原三星ブルーウィングス   | 1 - 0                | ジュビロ磐田             | 水原ワールドカップ競技場（水原）                                                      |
| 2001-02                         | 水原三星ブルーウィングス   | 0 - 0 aet (PK 4 - 2) | 安養LGチータース         | アザディ（テヘラン）                                                                  |
| AFCチャンピオンズリーグ         |                            |                      |                          |                                                                                       |
| 2002-03                         | アル・アイン               | 2 - 0 0 - 1          | BECテロ・サーサナ        | タハヌーン・ビン・モハメド（アル・アイン） ラジャマンガラ（バンコク）                 |
| 2004                            | アル・イテハド             | 1 - 3 5 - 0          | 城南一和天馬             | アブドゥッラー・アル・ファイサル（ジッダ） 炭川総合運動場（城南）                     |
| 2005                            | アル・イテハド             | 1 - 1 4 - 2          | アル・アイン             | タハヌーン・ビン・モハメド（アル・アイン） アブドゥッラー・アル・ファイサル（ジッダ） |
| 2006                            | 全北現代モータース         | 2 - 0 1 - 2          | アル・カラーマ           | 全州ワールドカップ競技場（全州） ハーリド・イブン・アル・ワリード（ホムス）           |
| 2007                            | 浦和レッズ                 | 1 - 1 2 - 0          | セパハン                 | フーラッドシャフル（エスファハーン） 埼玉スタジアム（さいたま）                       |
| 2008                            | ガンバ大阪                 | 3 - 0 2 - 0          | アデレード・ユナイテッド | 万博記念競技場（吹田） ハインドマーシュ（アデレード）                                 |
| 2009                            | 浦項スティーラース         | 2 - 1                | アル・イテハド           | 国立霞ヶ丘競技場（東京）                                                              |
| 2010                            | 城南一和天馬               | 3 - 1                | ゾブ・アハン             | 国立霞ヶ丘競技場（東京）                                                              |
| 2011                            | アル・サッド               | 2 - 2 aet (PK 4 - 2) | 全北現代モータース       | 全州ワールドカップ競技場（全州）                                                      |
| 2012                            | 蔚山現代                   | 3 - 0                | アル・アハリ             | 蔚山文殊サッカー競技場（蔚山）                                                        |
| 2013                            | 広州恒大                   | 2 - 2 AG 1 - 1 AG    | FCソウル                 | ソウルワールドカップ競技場（ソウル） 天河体育中心体育場（広州）                       |
| 2014                            | ウェスタン・シドニー       | 1 - 0 0 - 0          | アル・ヒラル             | パラマタ・スタジアム（パラマタ） キング・ファハド（リヤド）                           |
| 2015                            | 広州恒大                   | 0 - 0 1 - 0          | アル・アハリ             | アール・ラーシド（ドバイ） 天河体育中心体育場（広州）                                 |
| 2016                            | 全北現代モータース         | 2 - 1 1 - 1          | アル・アイン             | 全州ワールドカップ競技場（全州） ハッザーア・ビン・ザーイド（アル・アイン）           |
| 2017                            | 浦和レッズ                 | 1 - 1 1 - 0          | アル・ヒラル             | キング・ファハド（リヤド） 埼玉スタジアム（さいたま）                                 |
| 2018                            | 鹿島アントラーズ           | 2 - 0 0 - 0          | ペルセポリス             | カシマスタジアム（鹿嶋） アザディ（テヘラン）                                         |
| 2019                            | アル・ヒラル               | 1 - 0 2 - 0          | 浦和レッズ               | キングサウード大学スタジアム（リヤド） 埼玉スタジアム（さいたま）                     |
| 2020                            | 蔚山現代                   | 2 - 1                | ペルセポリス             | アル・ジャヌーブ（アル＝ワクラ）                                                      |
| 2021                            | アル・ヒラル               | 2 - 0                | 浦項スティーラース       | キング・ファハド（リヤド）                                                            |
| 2022                            | 浦和レッズ                 | 1 - 1 1 - 0          | アル・ヒラル             | キング・ファハド（リヤド） 埼玉スタジアム（さいたま）                                 |
| 2023/24                         | アル・アイン               | 1 - 2 5 - 1          | 横浜F・マリノス          | 横浜国際総合競技場（横浜） ハッザーア・ビン・ザーイド（アル・アイン）                 |
| AFCチャンピオンズリーグエリート |                            |                      |                          |                                                                                       |
| 2024/25                         | アル・アハリ               | 2 - 0                | 川崎フロンターレ         | キング・アブドゥッラー（ジッダ）                                                      |

- (RR)：ラウンドロビン（総当たり戦）で実施

## 統計

### クラブ別成績
| クラブ名                      | 優 | 準 | 優勝年度            | 準優勝年度               |
| ----------------------------- | -- | -- | ------------------- | ------------------------ |
| アル・ヒラル                  | 4  | 5  | 1992,2000,2019,2021 | 1987,1988,2014,2017,2022 |
| 浦項スティーラース            | 3  | 1  | 1997,1998,2009      | 2021                     |
| 浦和レッズ                    | 3  | 1  | 2007,2017,2022      | 2019                     |
| エステグラル                  | 2  | 2  | 1970,1991           | 1992,1999                |
| 城南FC                        | 2  | 2  | 1996,2010           | 1997,2004                |
| アル・アイン                  | 2  | 2  | 2003,2024           | 2005,2016                |
| アル・イテハド                | 2  | 1  | 2004,2005           | 2009                     |
| 全北現代モータース            | 2  | 1  | 2006,2016           | 2011                     |
| マッカビ・テルアビブ          | 2  | 0  | 1969,1971           |                          |
| アル・サッド                  | 2  | 0  | 1989,2011           |                          |
| タイ・ファーマーズ・バンク    | 2  | 0  | 1994,1995           |                          |
| 水原三星ブルーウィングス      | 2  | 0  | 2001,2002           |                          |
| 蔚山HD                        | 2  | 0  | 2012,2020           |                          |
| 広州FC                        | 2  | 0  | 2013,2015           |                          |
| ジュビロ磐田                  | 1  | 2  | 1999                | 2000,2001                |
| アル・アハリ                  | 1  | 2  | 2025                | 1986,2012                |
| ハポエル・テルアビブ          | 1  | 1  | 1967                | 1970                     |
| 遼寧宏運                      | 1  | 1  | 1990                | 1991                     |
| 釜山アイパーク                | 1  | 0  | 1986                |                          |
| 古河電工                      | 1  | 0  | 1987                |                          |
| 読売クラブ                    | 1  | 0  | 1988                |                          |
| パス・テヘランFC              | 1  | 0  | 1993                |                          |
| ガンバ大阪                    | 1  | 0  | 2008                |                          |
| ウェスタン・シドニー          | 1  | 0  | 2014                |                          |
| 鹿島アントラーズ              | 1  | 0  | 2018                |                          |
| 横浜F・マリノス（日産自動車） | 0  | 2  |                     | 1990,2024                |
| FCソウル                      | 0  | 2  |                     | 2002,2013                |
| ペルセポリス                  | 0  | 2  |                     | 2018,2020                |
| セランゴール                  | 0  | 1  |                     | 1967                     |
| 陽地                          | 0  | 1  |                     | 1969                     |
| アル・ショルタ                | 0  | 1  |                     | 1971                     |
| アル・カルフ                  | 0  | 1  |                     | 1989                     |
| アル・シャバブ                | 0  | 1  |                     | 1993                     |
| オマーン・クラブ              | 0  | 1  |                     | 1994                     |
| アル・アラビ                  | 0  | 1  |                     | 1995                     |
| アル・ナスル                  | 0  | 1  |                     | 1996                     |
| 大連実徳                      | 0  | 1  |                     | 1998                     |
| ポリス・テロ                  | 0  | 1  |                     | 2003                     |
| アル・カラーマ                | 0  | 1  |                     | 2006                     |
| セパハン                      | 0  | 1  |                     | 2007                     |
| アデレード・ユナイテッド      | 0  | 1  |                     | 2008                     |
| ゾブ・アハン                  | 0  | 1  |                     | 2010                     |
| アル・アハリ                  | 0  | 1  |                     | 2015                     |
| 川崎フロンターレ              | 0  | 1  |                     | 2025                     |

注1：優勝年度及び準優勝年度は、優勝が決定した年を並べている。例えば、1985-86年度王者は1986年としている。

### クラブ所在国別成績
| 国・地域名       | 優 | 準 |
| ---------------- | -- | -- |
| 韓国             | 12 | 7  |
| 日本             | 8  | 6  |
| サウジアラビア   | 7  | 10 |
| イラン           | 3  | 6  |
| 中華人民共和国   | 3  | 2  |
| イスラエル       | 3  | 1  |
| アラブ首長国連邦 | 2  | 3  |
| カタール         | 2  | 1  |
| タイ             | 2  | 1  |
| オーストラリア   | 1  | 1  |
| イラク           | 0  | 2  |
| マレーシア       | 0  | 1  |
| オマーン         | 0  | 1  |
| シリア           | 0  | 1  |

## 表彰

### 大会最優秀選手
| 年度    | 選手                         | 所属クラブ           |
| ------- | ---------------------------- | -------------------- |
| 2007    | 永井雄一郎                   | 浦和レッズ           |
| 2008    | 遠藤保仁                     | ガンバ大阪           |
| 2009    | 盧炳俊                       | 浦項スティーラース   |
| 2010    | サーシャ・オグネノヴスキ     | 城南一和天馬         |
| 2011    | 李東国                       | 全北現代モータース   |
| 2012    | 李根鎬                       | 蔚山現代             |
| 2013    | ムリキ                       | 広州恒大             |
| 2014    | アンテ・コヴィッチ           | ウェスタン・シドニー |
| 2015    | リカルド・グラール           | 広州恒大             |
| 2016    | オマル・アブドゥッラフマーン | アル・アイン         |
| 2017    | 柏木陽介                     | 浦和レッズ           |
| 2018    | 鈴木優磨                     | 鹿島アントラーズ     |
| 2019    | バフェティンビ・ゴミス       | アル・ヒラル         |
| 2020    | 尹ビッカラム                 | 蔚山現代             |
| 2021    | サーレム・アッ＝ドーサリー   | アル・ヒラル         |
| 2022    | 酒井宏樹                     | 浦和レッズ           |
| 2023/24 | スフィアン・ラヒミ           | アル・アイン         |
| 2024/25 | ロベルト・フィルミーノ       | アル・アハリ         |

### 得点王
| 年度    | 選手                       | 所属クラブ               | 得点数 |
| ------- | -------------------------- | ------------------------ | ------ |
| 2003    | 郝海東                     | 大連実徳                 | 9      |
| 2004    | 金度勲                     | 城南一和天馬             | 9      |
| 2005    | モハメド・カロン           | アル・イテハド           | 6      |
| 2006    | マグノ・アウベス           | ガンバ大阪               | 8      |
| 2007    | モタ                       | 城南一和天馬             | 7      |
| 2008    | ナンタワット・タエンソパ   | クルン・タイ・バンク     | 9      |
| 2009    | レアンドロ                 | ガンバ大阪               | 10     |
| 2010    | ジョゼ・モタ               | 水原三星ブルーウィングス | 9      |
| 2011    | 李東国                     | 全北現代モータース       | 9      |
| 2012    | リカルド・オリヴェイラ     | アル・ジャジーラ         | 12     |
| 2013    | ムリキ                     | 広州恒大                 | 13     |
| 2014    | アサモア・ギャン           | アル・アイン             | 12     |
| 2015    | リカルド・グラール         | 広州恒大                 | 8      |
| 2016    | アドリアーノ               | FCソウル                 | 13     |
| 2017    | オマル・フリービーン       | アル・ヒラル             | 10     |
| 2018    | バグダード・ブーンジャー   | アル・サッド             | 13     |
| 2019    | バフェティンビ・ゴミス     | アル・ヒラル             | 11     |
| 2020    | アブデルラザク・ハムダラー | アル・ナスル             | 7      |
| 2021    | マイケル・オルンガ         | アル・ドゥハイル         | 9      |
| 2022    | エジミウソン・ジュニオール | アル・ドゥハイル         | 8      |
| 2023/24 | スフィアン・ラヒミ         | アル・アイン             | 13     |
| 2024/25 | サーレム・アッ＝ドーサリー | アル・ヒラル             | 10     |

### フェアプレー賞
| 年度 | 受賞クラブ         |
| ---- | ------------------ |
| 2007 | 浦和レッズ         |
| 2008 | ガンバ大阪         |
| 2009 | 浦項スティーラース |
| 2010 | 城南一和天馬       |
| 2011 | 全北現代モータース |
| 2012 | 蔚山現代           |
| 2013 | FCソウル           |
| 2014 | アル・ヒラル       |
| 2015 | 広州恒大           |
| 2016 | アル・アイン       |
| 2017 | 浦和レッズ         |
| 2018 | ペルセポリス       |
| 2019 | 浦和レッズ         |
| 2020 | 蔚山現代           |
| 2021 | アル・ヒラル       |
| 2022 | 浦和レッズ         |

## 備考
- 2008年大会までは、ACLでの背番号の上限は30番までであったが、2009年大会よりこの規定は撤廃された。2008年以前において、国内リーグで31番以上の背番号を付けていた選手が、ACLでは同じ背番号で出場できないという事例も存在した（例えばJリーグでも31番以上は認めていた）。
- 大会のテーマ曲となるアンセム「ACLE Official Anthem」が2024/25シーズンより存在しており、選手入場時にAFC公式戦同様「AFC Anthem」が流れ、両チームの選手がピッチ上に整列した際にACLEアンセムが流れるという演出が採られている[23]。
- 2013年より、AFCが加盟各国に「クラブライセンス制度」の導入を要請。ACL出場クラブ決定に際しては、国内最上位リーグでAFCが定める要件を満たすクラブライセンス制度が設けられており、かつ出場クラブについても一定レベル以上のクラブライセンスが与えられていることが絶対条件となる。例えば2018年大会の場合は、クラブライセンス制度を設けていないクウェートならびに、クラブライセンス制度を設けているもののACLで定める要件を満たしていないイラク・レバノン・シリアは出場枠を認められなかった[24]。日本の場合は、「Jリーグ1部基準を満たすとしてライセンスを与えられたクラブ（J1ライセンス取得クラブ）」がその対象となり、J1ライセンスを持っていればJ2およびJ3所属でも出場できる。
- 2014年大会より、前年大会覇者にチャンピオンエンブレムが着用された（2014年大会で広州恒大が着用していたものと2015年大会でウェスタン・シドニーが着用していたものは形が異なっている）。
- スタジアムについて、2016年度までは「個別席を完備したスタジアムの使用を強く勧告する」としていたが、2017年度からは、「個別席で、背もたれが30cm以上あるもの。なおかつそれを5000席以上設置すること」を開催場として義務付けることになり、椅子席でも規格外のもの、立見・芝生席の使用は禁止されることになった[25]。

## 日本での放送

### 民放での中継
大会創設当初から2012年まではBS朝日とテレ朝チャンネルで中継。これはアジアサッカー連盟とテレビ朝日がテレビ中継の日本での放映権を締結していたためである。
2008年度大会（鹿島・G大阪・浦和が出場）は、グループステージホーム戦及びノックアウトステージがBS朝日で、グループステージアウェイ戦及び準々決勝G大阪戦がテレ朝チャンネルで生中継された。2009年度大会（鹿島・川崎・名古屋・G大阪が出場）は、鹿島戦・G大阪戦がBS朝日で、川崎戦・名古屋戦がテレ朝チャンネルで生中継されている。2010年度大会（鹿島・川崎・G大阪・広島が出場）は、鹿島戦・広島戦がBS朝日で、川崎戦・G大阪戦がテレ朝チャンネルにて生放送されている。2011年度大会（名古屋・G大阪・C大阪・鹿島が出場）は、名古屋戦・C大阪戦がBS朝日で、G大阪戦・鹿島戦がテレ朝チャンネルにて生放送されている。
2012年度大会（柏・G大阪・名古屋・FC東京）は、FC東京・名古屋戦はBS朝日、柏・G大阪戦はテレ朝チャンネルにて生放送される。生中継終了後、反対のチャンネルで生中継された試合を録画放送する。テレ朝チャンネルでは上記に加え、後日改めて録画放送を行う。2012年4月以後は、朝日ニュースター（テレビ朝日・朝日新聞系のニュース・情報チャンネル　2012年度からテレ朝直営）でも後日再放送扱いで放送するほか、1節分の試合を1時間にまとめたダイジェスト番組も放送する。
2009年の名古屋のグループステージホーム戦はメ～テレで北京国安戦とニューカッスル・ジェッツ戦が深夜に録画放送、蔚山現代戦は生中継された。また、準々決勝川崎戦（川崎戦のみアウェー<国立競技場>も放送。この試合はBS朝日・テレ朝チャンネル版と別に実況を行った）、準決勝アルイテハド戦も録画放送した。2011年、2012年も名古屋のホーム戦は録画放送を行っている。これら名古屋ホームゲームはメ～テレ制作版がBS朝日・テレ朝チャンネルでも使用される。2009年のラウンド16は日本の4チームがすべて出場したが、この時は6月24日に一斉開催かつ同時刻にキックオフとなったため、放送カードを調整した結果、BS朝日では151chで名古屋戦、152chで鹿島戦のマルチ同時生放送、テレ朝チャンネルではG大阪対川崎戦の生放送を行った（いずれも反対のチャンネルで録画放送も行った）。各地方系列局（過去メ～テレ、朝日放送）も技術協力と日本国内での主管試合の実況・レポーターのアナウンサー派遣を行う（アウェー戦、およびホームゲームでも名古屋以外はほとんどテレ朝側で実況アナを用意する）。基本的に地上波（テレビ朝日）での中継はないが、ACL日本勢初優勝がかかった2007年シーズン決勝第2戦（浦和レッズvsセパハン）が地上波で緊急生中継された（視聴率は11.7%）。ACLで地上波生中継（全国放送）が行われたのはこの試合のみである（ガンバ大阪が優勝した2008年シーズン決勝第2戦は録画放送）。
2013年から2020年までは日本テレビの地上波・衛星波で中継されていた。2013年からは日本テレビ・ミヤギテレビ（ベガルタ仙台戦のみ）・広島テレビ（サンフレッチェ広島戦のみ）では翌日未明・早朝帯に録画中継（ごく一部は時差の関係で生中継）、BS日テレ（グループステージのみ）・日テレG+・日テレプラス ドラマ・アニメ・スポーツ（旧：日テレプラス。一部試合除く）・BSスカパー!（系列外ネット、一部試合のみ） で一部試合のみ生中継または後刻録画中継される。基本はCSは日テレG+と日テレプラスで日本勢の全試合と決勝ラウンドの一部試合の生放送、BS日テレは翌日未明・早朝帯に録画中継。ただし、CSはプロ野球の生中継（日テレG+は読売ジャイアンツの主催試合、日テレプラスは東北楽天ゴールデンイーグルス主催試合〈2013年、2014年のみ〉）が優先されるため、日程が重複する場合はBSスカパー!での生中継、日テレG+と日テレプラスでは録画中継となる。柏レイソルがノックアウトステージに進出したため、柏が出場した準々決勝の第2レグと準決勝（ホーム・アウェーの2試合）を放送した。なお、決勝戦は放送しなかった。2014年は日テレG+で準決勝から決勝まで生放送および録画放送された（準々決勝 第2戦の広州恒大vsウェスタン・シドニーも2014年8月31日に録画放送された）。日本テレビでは準決勝までは後日未明帯に1時間枠のハイライトを放送し、決勝については1stレグについては録画中継し、2ndレグについては生中継した。
中継内の表記は日本のクラブについては愛称を含めた呼称が用いられる一方、中国・韓国のクラブについては地名のみの名称が用いられる（全北現代モータース→全北、山東泰山→山東。クラブワールドカップも同様）。このため広州FC、広州シティのいずれも「広州」と表記されるために区別がつかない場合もありうる。

### NHKでの中継
2009年より一部の試合についてはNHK　BS1での中継も行われている。2009年はグループステージについては全日程終了後の6月にハイライト=2時間枠で放送したが、中継についてはノックアウトステージのみ行った（ラウンド16の名古屋の試合のみ生中継、他は録画中継）。2010年は決勝戦当日未明（11月13日1時-2時50分）に準決勝までのハイライト番組を送り、中継は11月13日開催の決勝のみを11月14日に放映した。2011年と2012年は決勝戦のみ放送した（日本勢のハイライトは放送せず）。

### ネットでの配信
2021年大会からは「DAZN」により、8シーズンにわたり全試合がライブ中継される。また西地区は2021年大会準決勝まで YouTube AFC公式チャンネル にて無料ライブ配信されていたが、2022年大会決勝トーナメントよりDAZNにて独占ライブ配信されている。

## 協賛企業
以下の協賛企業はAFCチャンピオンズリーグ2、AFC女子チャンピオンズリーグのスポンサーも兼任する。
- オフィシャルグローバルパートナー
  - NEOM[33]
  - カタール航空
  - サウジアラビア政府観光局（Visit Saudi）

- オフィシャルグローバルサポーター
  - ケレメ
  - 美的グループ
  - Visa